# Lâu đài Otmuchów
Lâu đài Otmuchów - một lâu đài được xây dựng từ thời Trung cổ, được mở rộng từ năm 1585-1596 theo phong cách kiến trúc thời Phục hưng, được xây dựng lại vào thế kỷ XVII thành phong cách kiến trúc Baroque và là nơi ở của Giám mục Wrocław cho đến năm 1810. Lâu đài nằm ở Otmuchów (cách Opole 68 km về phía tây nam), Opole Voivodeship; ở Ba Lan.

## Lịch sử

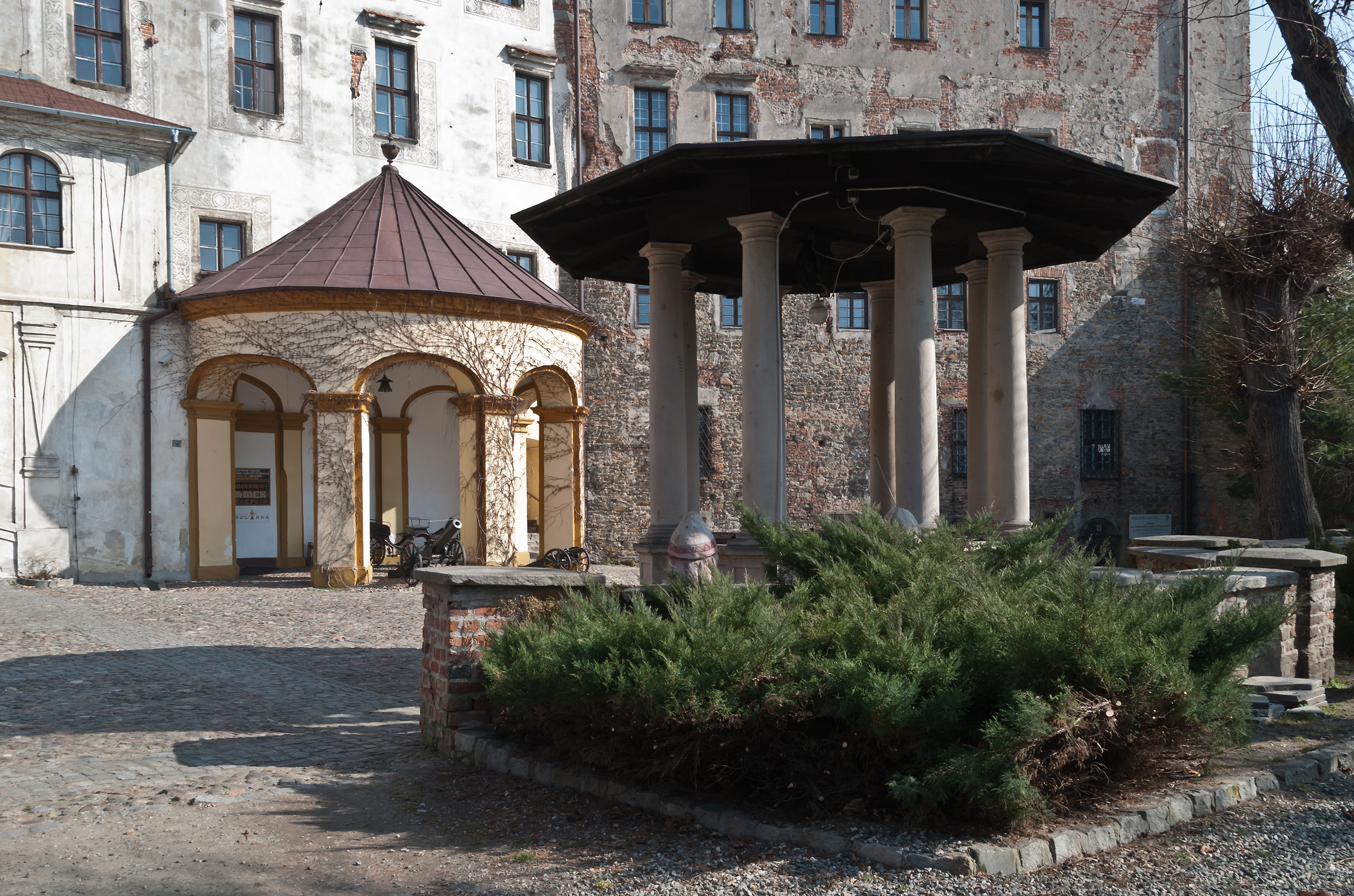
Sân

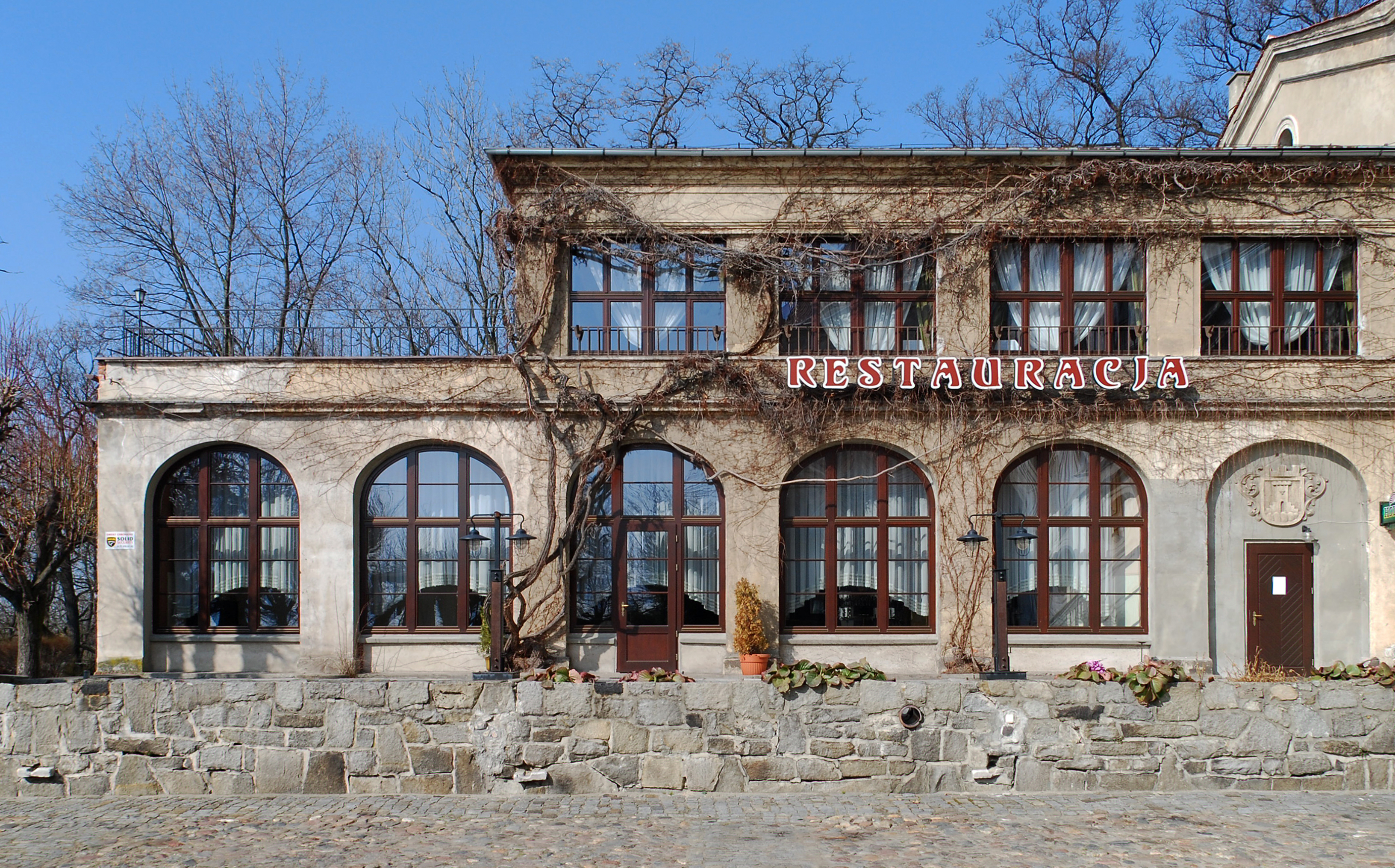
Mái vòm

Lịch sử của Lâu đài ở Otmuchów bắt nguồn từ thế kỷ thứ mười hai, khi Giáo hoàng Hadrian trao quyền quản lý vùng đất cho Giám mục Wrocław, bao gồm cả lâu đài. Trong suốt các thế kỷ tiếp theo, lâu đài đã đạt được ý nghĩa của nó, khi Đức Giám mục Preczlaw của Pogarell gọi Otmuchów là thủ đô của Lãnh địa Giám mục. Lâu đài đã thay đổi phong cách kiến trúc của nó sang thời Phục hưng trong công trình tái thiết vào thế kỷ XVII. Năm 1810, khu vực phía đông nam bị tàn phá một phần đã bị phá hủy. Hiện tại hai cánh của lâu đài vẫn còn tồn tại, cả hai đều có bốn cấp độ.
Sau khi thế tục hóa vào năm 1810, lâu đài bị bỏ hoang, trong khi các vùng đất được trao cho Nhà Humboldt hùng mạnh; Công tước Humboldt đã sử dụng vật liệu từ hai cánh trước, hai cánh khác để sửa chữa 2 cánh đang được xây dựng lại. Ở vị trí của các cánh trước đây, chủ sở hữu đã xây dựng một khu vườn lâu đài nhỏ, trong khi anh trai Alexander von Humboldt trồng những cây kỳ lạ, chẳng hạn như cây khói, bạch quả hoặc cây chanh Canada. Một trong những phần khác thường nhất của nội thất lâu đài nằm trong hai ô tử thần nhỏ của lâu đài, nơi các tù nhân được yêu cầu vào, và bị tra tấn với một giọt nước dài 20 mét, nơi có một câu thánh thư Bạn được tự do (Idź jesteś wolny, Ba Lan); sau đó là sự rơi bất ngờ xuống sân đá của một roi giá sắc nhọn.